# زوزانا شولایووا
زوزانا شولایووا (اسلواکی: Zuzana Šulajová؛ زادهٔ ۱۴ ژوئیهٔ ۱۹۷۸) بازیگر سینما، تئاتر و تلویزیون اهل کشور اسلواکی است.
از فیلم‌ها یا برنامه‌های تلویزیونی که وی در آن نقش داشته‌است می‌توان به باغ| اشاره کرد.